# Wojciech Łaski
Wojciech Łaski (Wodzisław Śląski, 2000. május 21. –) lengyel labdarúgó, a Jagiellonia Białystok középpályása.

## Pályafutása
Łaski a lengyelországi Wodzisław Śląski városában született. Az ifjúsági pályafutását a GKS Jastrzębie akadémiájánál kezdte.
2017-ben mutatkozott be a GKS Jastrzębie másodosztályban szereplő felnőtt keretében. 2018 és 2021 között a Płomień Połomia és a Pniowek Pawlowice csapatát erősítette kölcsönben. 2022. július 1-jén kétéves szerződést kötött az első osztályban érdekelt Jagiellonia Białystok együttesével. Először a 2022. augusztus 6-ai, Radomiak ellen 2–1-re elvesztett mérkőzés 84. percében, Fedor Černych cseréjeként lépett pályára. Első gólját 2023. január 29-én, a Piast Gliwice ellen idegenben 1–1-es döntetlennel zárult találkozón szerezte meg.

## Statisztikák
2023. január 29. szerint
| Klub                  | Szezon   | Osztály     | Bajnokság | Bajnokság | Kupa és Ligakupa | Kupa és Ligakupa | Nemzetközi | Nemzetközi | Összesen | Összesen |
| Klub                  | Szezon   | Osztály     | Meccs     | Gól       | Meccs            | Gól              | Meccs      | Gól        | Meccs    | Gól      |
| --------------------- | -------- | ----------- | --------- | --------- | ---------------- | ---------------- | ---------- | ---------- | -------- | -------- |
| Jagiellonia Białystok | 2022–23  | Ekstraklasa | 12        | 1         | 2                | 0                | —          | —          | 14       | 1        |
| Összesen              | Összesen | Összesen    | 12        | 1         | 2                | 0                | 0          | 0          | 14       | 1        |